# Stade Ricardo Saprissa Aymá
L'Estadio Ricardo Saprissa est un stade de football basé à San José au Costa Rica. Sa capacité est de 23 112 places ce qui en fait le deuxième plus grand stade du Costa Rica.
Il a pour club résident le Deportivo Saprissa et l'équipe du Costa Rica de football. Le stade porte le nom de Ricardo Saprissa, fondateur du club auquel on a donné son nom. 

## Histoire
À ses débuts le Deportivo Saprissa évolue à l'Estadio Nacional de Costa Rica qu'il doit louer et partager avec d'autres clubs. À partir de 1955, le club décide de bâtir son propre stade.
Le 3 août 1965, le Dêportivo Saprissa achète une plantation de café pour 36 339 890 Colon costaricien (5 692 264 euro). Le 12 octobre 1966 la première pierre est posée et la construction commence. . Six ans plus tard, le 27 août 1972, le stade est inauguré à l'occasion du match Deportivo Saprissa contre le Club Social y Deportivo Comunicaciones du Guatemala. Le match s’achève sur le score nul d'un but partout. Peter Sandoval de Comunicaciones est le premier joueur à inscrire un but dans ce stade. 
Le stade accueille également des concerts. Black Eyed Peas, Carlos Santana, Alejandro Sanz, Luis Miguel, RBD, Chayanne, Shakira, Cafe Tacuba, Enanitos Verdes, Andrea Bocelli, Franco De Vita, Ricardo Montaner, Olga Tañón, Gilberto Santarosa et Víctor Manuelle s'y sont produits. 